# دارکوب زبله (فیلم ۲۰۱۷)
دارکوب زبله با نام اصلی وودی دارکوب (به انگلیسی: Woody Woodpecker) یک فیلم کمدی آمریکایی سه‌بعدی لایو اکشن محصول سال ۲۰۱۷ به کارگردانی آلکس زم برگرفته از شخصیتی کارتونی با همین نام می‌باشد که توسط والتر لانتس خلق شده‌است. تیموتی آماندسون، گراهام ورشر، جوردانا لارگی و تایلا آیالا از بازیگران این فیلم هستند و اریک بائوزا صداپیشگی وودی دارکوب را برعهده دارد. داستان این فیلم درباره وودی دارکوب است که از جنگل خود در برابر یک وکیل املاک و مستغلات که قصد دارند یک خانه سرمایه‌گذاری در زیستگاه‌شان بسازند، محافظت می‌کند.دنباله این فیلم دارکوب زبله به اردوگاه می‌رود نام دارد.

## خلاصه داستان
در جنگل پاین گروو واشینگتن، دارکوب زبله متوجه دو برادر به نامهای نیت و اوتیس گرایمز می شود، دو شکارچی که حیوانات را شکار کرده و تاکسیدرمی می‌کنند،  که در تلاش هستند تا او را گرفته و به خاطر پول بفروشند. در شهر سیاتل، لنس والترز که مشاور حقوقی املاک و مستغلات است، در پی پخش فیلمی از او که ادعا می‌کند حفاظت از حیات وحش کاری بیهوده است، از شغل خود اخراج می‌شود. او به وانسا، دوست دختر جذاب خود می‌گوید که قصد دارد یک خانه در زمین بسیار بزرگی در نزدیکی مرز کانادا که از پدربزرگش برای او به ارث رسیده ساخته و بعد بفروشد. هنگامی که آنها در حال جمع و جور کردن چمدان و وسایل خود هستند تا به این سفر بروند، همسر سابق لنس، لیندا به پیش آنها می‌آید و به خاطر اینکه باید از پدر خود که در بیمارستانی در فبلادلفیا بستری است مراقبت کند، پسرش تامی را که حاصل ازدواج او با لنس است، پیش او و وانسا می‌گذارد.
در جنگل پاین گروو، لنس، تامی و وانسا، با جنگلبانی به نام سامانتا بارتلت آشنا می‌شوند. در عین حالی که لنس و وانسا در حال باز کردن چمدان‌های خود هستند تامی برای قدم زدن به داخل پارک جنگلی می‌رود. در آنجا او متوجه دارکوب زبله می‌شود و با دادن کوکی کره بادام زمینی، با او دوست می‌شود. دارکوب زبله هنگام ناهار خوردن آن سه نفر، به پیش آنها رفته و به‌طور تقریبی تمام غذای آنها را می‌خورد. لنس در حالی که سعی می‌کند دارکوب را از آنجا دور کند به‌طور اتفاقی میز ناهار را شکسته و با جارو به صورت وانسا ضربه می‌زند. صبح روز بعد، ساخت خانه شروع می‌شود که باعث عصبی شدن دارکوب زبله شده و او به صورت دائم در امر ساخت و ساز اختلال ایجاد می‌کند. در این حین، تامی در شهرکی نزدیک آنجا، با نوازنده جوانی به نام جیل آشنا شده که او را تشویق می‌کند تا به گروه موسیقی آنها، برای اجرا در فستیوال سالانه فایرفلای ملحق شود. تامی بعد از جدا شدن از جیل، با دو پسر پررو مواجه می‌شود که با کمک دارکوب زبله از دست آنها خلاص می‌شود.
با گذشت چند روز، به خاطر اذیت، شیطنت، اختلال و ویران کردن پروژه ساخت خانه توسط دارکوب زبله، لنس ناامید و سرخورده می‌شود و به دفتر جنگلبانی پیش سامانتا می‌رود. سامانتا به او می‌گوید این نوع دارکوب، یک دارکوب کاکل قرمز است و گمان می‌رود حدود ۱۰۰ سال است که این نوع دارکوب منقرض شده و بومیان آمریکا او را خدای شرارت و شیطنت می‌دانستند. لنس به فعالیت خانه سازی ادامه می‌دهد ولی به دنیال شیطنت دارکوب زبله که باعث انفجار اجاق گاز شده و وانسا به صورت سطحی مجروح می‌گردد، وانسا آنجا را ترک می‌کند. لنس به سراغ نیت و اوتیس، که هنوز به فکر گرفتن دارکوب زبله هستند، می‌رود و از آنها می‌خواهد در قبال دریافت پول او را از دست دارکوب نجات دهند ولی با اینحال دارکوب بر نیرنگ‌های آن دو برادر برای به دام انداختن او غلبه کرده و آنها را شکست می‌دهد. سامانتا به لنس توصیه می‌کند که با دارکوب دوستانه رفتار کرده و به او مهربانی کند. لنس تلاش می‌کند با دادن کوکی کره بادام زمینی به دارکوب زبله، او را با خود دوست نماید و دارکوب موافقت می‌کند با دریافت هر روز کوکی کره بادام زمینی، اجازه دهد آنها به ساخت خانه خود ادامه دهند. در نهایت، با وجود هزینه زیاد و طولانی شدن ساخت خانه طبق برنامه‌ریزی قبلی، خانه ساخته می‌شود.
در فستیوال فایرفلای، لیل که مسئول درام زدن در گروه موسیقی است که تامی در آن حضور دارد، به مسمومیت غذایی مبتلا می‌شود و دارکوب زبله با طبلک‌هایی که با قوطی کمپوت و کنسرو فلزی درست کرده، خارج از دید تماشاگران نقش او را برعهده گرفته و همراه با تامی و جیل، موسیقی را برای تماشاگران اجرا می‌کنند. اجرا موفقیت‌آمیز برگزار می‌شود و لنس وقتی می‌شنود دارکوب زبله در این اجرا، تامی را پشتیبانی کرده خوشحال می‌گردد. دارکوب زبله متوجه می‌شود که حضور انسان‌ها در اطراف محل زندگی او ایرادی ندارد به خانه ساخته شده بر می‌گردد و در بالای شومینه بخاری روشن شروع به حکاکی تابلوی نقاشی دیواری می‌کند. در انتهای حکاکی تابلو، وقتی می‌خواهد زیر تابلو نام خود را امضا کند به‌طور اتفاقی باعث اتصال سیمهای برق شده و تمام خانه در آتش می‌سوزد. به خاطر این سهل انگاری، وحشت زده به لانه خود درون درخت بازمی‌گردد. لنس با این تفکر که دارکوب زبله او را فریب داده و یک حس امنیت دروغین برای او ایجاد کرده بود تا خانه‌اش را بسازد ناراحت می‌شود و از دست دارکوب عصبی می‌شود که چرا وقتی تازه داشته او را دوست خود می‌پنداشته دست به این عمل زده‌است، لنس با نیت و اوتیس تماس می‌گیرد تا درختی که دارکوب در آن لانه دارد قطع کنند و او را بگیرند. بعد از قطع کردن درخت و به دام انداختن دارکوب، نیت و اوتیس دارکوب را با خود می‌برند، تامی از دست پدرش دلخور شده و او را ترک می‌کند. تامی برای آزاد کردن دارکوب نقشه ای را در نظر می‌گیرد و با جیل و لیل به کلبه برادران گاریمز می‌رود که در حال تلاش هستند تا دارکوب زبله را در یک حراجی آنلاین غیرمجاز به قیمت بالا بفروشند. لنس متوجه تابلوی نقاشی حکاکی شده‌ای که دارکوب ایجاد کرده بود و در آتش‌سوزی از بین نرفته بود، می‌شود. لنس متوجه اشتباه خود می‌شود و پیش سامانتا می‌رود تا برای پیدا کردن تامی و دارکوب به او کمک کند، ولی در نهایت تمام افراد توسط دو برادر دستگیر می‌شوند. در حالیکه نیت در حال‌اماده شدن است تا یک آمپول بیهوش کننده را وارد بدن دارکوب نماید، لنس قفسی که درون آن زندانی شده را کج کرده و بر روی قفس دارکوب می‌افتد و باعث بیرون رفتن دارکوب از قفس خود می‌شود. در همین هنگام با ورود پلیس به ماجرا، دو برادر فرار می‌کنند تا از مرز کشور خارج شوند و دارکوب هم به تعقیب آنها می‌پردازد. دارکوب زبله بر روی پل چوبی که دو برادر در لب مرز قرار دارند سوراخی ایجاد کرده و آنها به داخل رودخانه می‌افتند و بعد توسط پلیس دستگیر می‌شوند.
بعد لنس به خاطر اینکه نمی‌دانسته آتش‌سوزی خانه یک حادثه بوده از دارکوب زبله عذرخواهی می‌کند و به جای درختی که لانه او بوده و لنس آن را قطع کرده‌است یک لانه پرنده زیبا به همراه یک تیرک بزرگ چوبی تهیه می‌کند. دارکوب ضمن قبول کردن لانه ای که به او هدیه داده‌اند آنها را به عنوان خانواده خود تلقی می‌کند.

## صدا پیشگان
- اریک بائوزا در نقش وودی دارکوب زبله
- تیموتی آماندسون در نقش لنس والترز
- تایلا آیالا در نقش ونسا گراهام
- گراهام ورشر در نقش تامی والترز
- جوردانا لارگی در نقش سامانتا بارتلت، پارک رنجر
- اسکات مک‌نیل در نقش نیت گرایمس
- آدریان گلیان مک موراندر نقش اتس گریمز
- چلسی میلر در نقش جیل فرگوسن
- امیلی هولمز در نقش لیندا والترز
- جاکوب دیویس در نقش لایل
- کارین کانووال در نقش باربارا کرون